# 2024 en lutte
Cet article présente les faits marquants de l'année 2024 en lutte.

## Évènements

### Jeux olympiques
- Lutte aux Jeux olympiques d'été de 2024